# Faidōn Gkizikīs
Faidōn Gkizikīs (IPA: [ˈfeðon ɟiˈzicis]) (in greco: Φαίδων Γκιζίκης; Volos, 16 giugno 1917 – Atene, 26 luglio 1999) è stato un generale e politico greco. È stato l'ultimo Capo di Stato della Grecia sotto la Dittatura dei colonnelli dal 25 novembre 1973 al 17 dicembre 1974 prima e durante il ripristino della democrazia.

## Biografia
Originario di Volos, Phaedon Gizikis diventò ufficiale di carriera dell'esercito greco; il suo numero di servizio era il 21756. Si diplomò all'Accademia militare ellenica nel 1939 ottenendo il grado di sottotenente di artiglieria; combatté sul fronte albanese durante la campagna italiana di Grecia e poi nella guerra civile greca nelle file dell'esercito governativo monarchico contro i comunisti. Sostenne il colpo di Stato dei colonnelli greci del 21 aprile 1967 e per questo ottenne un posto di rilievo all'interno della Giunta militare.
Dopo la rivolta del Politecnico di Atene, repressa nel sangue dal regime, il 25 novembre 1973 venne nominato dalla Giunta come Presidente di Grecia, dopo la deposizione del dittatore Geōrgios Papadopoulos da parte del generale Dīmītrios Iōannidīs, in una lotta intestina tra militari al potere. Tre giorni dopo Gizikis venne anche promosso come generale a tutti gli effetti (Strategos), decisione che firmò lui stesso. Durante il suo mandato, in seguito al tentativo di colpo di Stato a Cipro da parte dell'estrema destra greca e alla consecutiva invasione turca dell'isola nel luglio 1974, venne accusato di esitazione da Ioannidis e per questo, secondo alcuni ambienti militari, della causa della sconfitta greca nell'Enosis.
Nello stesso periodo, con il regime militare ormai segnato dalla sfiducia completa a livello interno e senza più supporto internazionale, Gizikis decise di convocare alcuni politici della vecchia guardia, tra cui Panagiōtīs Kanellopoulos, Spyridōn Markezinīs, Stefanos Stefanopoulos e Euaggelos Averōf. All’incontro parteciparono anche i vertici delle forze armate e fu deciso di nominare un governo di unità nazionale che sostituisse la dittatura e portasse il paese a nuove elezioni democratiche. Alla fine, il presidente scelse il moderato Kōnstantinos Karamanlīs per assumere la carica di primo ministro ad interim il 24 luglio 1974, poiché durante il suo esilio autoimposto a Parigi (fin dal 1963) era stato un accanito oppositore del regime militare. Gizikis restò quindi in carica come presidente pro tempore per altri cinque mesi, cioè il periodo di transizione politica fino alle elezioni parlamentari del 17 novembre e al referendum istituzionale dell'8 dicembre 1974. Durante questo periodo l'ex dittatore Papadopoulos cercò inutilmente di corromperlo, memore della comune esperienza nella Giunta.
Gizikis si dimise il 17 dicembre 1974, una settimana dopo i risultati referendari che confermarono la Repubblica, cedendo il posto al primo presidente provvisorio Michaīl Stasinopoulos, e ritirandosi così dalla vita politica e militare. Nel 1976 un consiglio giudiziario militare abbandonò il procedimento contro di lui e altri 88 ex ufficiali accusati di tradimento e ammutinamento per aver collaborato con la dittatura dei colonnelli. Morì il 26 luglio 1999 all'ospedale militare NIMTS di Atene, all'età di 82 anni.